# أشانتي جونسون
أشانتي جونسون (بالإنجليزية: Ashanti Johnson)‏ (سابقًا أشانتي جونسون-بيرتل) هي عالمة جيوكيميائية وعالمة محيطات كيميائية أمريكية. تُعد إحدى أوائل علماء المحيطات الكيميائيين الأمريكيين من أصل أفريقي وأول أمريكية أفريقية تحصل على درجة الدكتوراه في علم المحيطات من جامعة تكساس إيه آند إم.
قدمت جونسون أيضًا العديد من المساهمات البارزة في تعليم العلوم والتكنولوجيا والهندسة والرياضيات (STEM)، وحصلت نتيجةً لتلك الإسهامات على الجائزة الرئاسية لعام 2010 للتميز في العلوم والرياضيات والهندسة. منذ ذلك الوقت، حافظت على منصب مدير المبادرة المسماة الأقليات التي تسعى إلى تحقيق أعلى درجات النجاح في علوم نظام الأرض ومعهد التوجيه المهني، وعملت كرئيس تنفيذي مؤسس/مشرف لأكاديمية سيروس، وهي نظام من المدارس المستأجرة على مستوى الولاية (العلوم والتكنولوجيا والهندسة والفنون والرياضيات) في جورجيا.
تعمل جونسون حاليًا كأستاذ مشارك في الكيمياء بجامعة فورت فالي. عملت سابقًا كأستاذ مشارك في العلوم البيئية ونائب وكيل الجامعة في جامعة تكساس في أرلينغتون والمدير التنفيذي لمعهد توسيع المشاركة. شغلت أيضًا مناصب أعضاء هيئة التدريس في معهد جورجيا للتكنولوجيا بكلية علوم الأرض والغلاف الجوي وبرنامج العلوم البحرية بجامعة سافانا الحكومية وكلية علوم البحار بجامعة جنوب فلوريدا وجامعة تكساس في قسم أرلنغتون لعلوم الأرض والبيئة وقسم التربية بجامعة ميرسر.

## نشأتها وتعليمها
حصلت جونسون على البكالوريوس عام 1993 في علوم البحار من جامعة تكساس إيه آند إم -غالفستون، إذ أصبحت أول رئيس هيئة طلابية أمريكية أفريقية. حصلت على الدكتوراه في علوم المحيطات من جامعة تكساس إي أند إم عام 1999. تشمل مجالات البحث التي أجرتها الكيمياء الجيولوجية الإشعاعية المائية البيئية، 2) التطوير المهني للطلاب والعلماء في وقت مبكر على العمل، 3) المبادرات التي تركز على التنوع في العلوم والتكنولوجيا والهندسة والرياضيات. تركز أنشطتها البحثية في الكيمياء الجيولوجية الإشعاعية على استخدام العديد من المؤشرات الجيوكيميائية الحيوية لتفسير الأحداث الماضية التي أثرت على بيئات المياه البحرية ومصبات الأنهار والمياه العذبة.
تكشف جونسون في مقابلتها بعنوان «نساء يستكشفن المحيطات» كيف أصبحت في البداية مهتمة بالمحيطات من خلال مشاهدة جاك كوستو. تعزز اهتمامها في الصف الخامس عندما أمضت يومًا تناقش المحيطات مع طالبة دراسات عليا في علم الأحياء البحرية. تعتز جونسون بذكرى الطفولة وسعت إلى مشاركة اهتمامها بالمحيطات مع الأطفال والمعلمين وقادة المجتمع وطلاب الجامعات والمسؤولين الحكوميين الفيدراليين.

## المسيرة المهنية والبحث
تشمل مجالات تخصص جونسون البحثية الكيمياء الجيولوجية الإشعاعية المائية والتطوير المهني للطلاب والمبادرات التي تركز على التنوع في العلوم والهندسة. تركز أنشطتها البحثية في الكيمياء الجيولوجية الإشعاعية المائية على استخدام العديد من المؤشرات الجيوكيميائية الحيوية لتفسير الأحداث الماضية التي أثرت على بيئات المياه البحرية ومصبات الأنهار والمياه العذبة في القطب الشمالي، وكذلك في المناطق الساحلية في جورجيا وفلوريدا وبورتوريكو.

### مبادرات التركيز على التنوع في الأكاديميا
تسهل أنشطة جونسون للتطوير المهني والأنشطة العلمية التي تركز على التنوع تجارب البحث والتطوير المهني للطلاب الذين يمثلون خلفيات اجتماعية واقتصادية وثقافية وجنسانية وعرقية وأكاديمية متنوعة. تعمل كمديرة لإحدى فرق تسوق الموقف الواحد التابعة لمبادرة ناسا، وكذلك مديرة لمبادرة الأقليات التي تمولها وكالة ناسا ومؤسسة العلوم الوطنية التي تكافح وتتابع درجات عالية من النجاح في مبادرة علوم نظام الأرض. تشغل أيضًا منصب الباحث المسؤول في مشروع الطرق إلى علم المحيطات الممول من مؤسسة العلوم الوطنية ومعاونة الباحث المسؤول في مشروع الطرق إلى الهندسة الممول من مؤسسة العلوم الوطنية.

## روابط خارجية
- أشانتي جونسون على موقع IMDb (الإنجليزية)